# 東北ニッソーサービス
東北ニッソーサービス株式会社（とうほくニッソーサービス）は、かつて宮城県仙台市宮城野区に本社があった警備・イベント運営会社。日本総業（現ヒトトヒト）の関連会社であった。

2022年4月1日に組織変更が行われ、親会社のヒトトヒト株式会社に吸収合併され、解散した。

## 概要
主に商業施設やスポーツ施設などの警備・運営管理を手がけており、各種事業所・店舗やイベント会場などに正社員、アルバイトなどを派遣。警備をはじめ、チケット販売、誘導案内、清掃、交通誘導、ホールスタッフなど業種は多岐にわたる。